# Aerospiza
Aerospiza – rodzaj ptaków z podrodziny jastrzębi (Accipitrinae) w obrębie rodziny jastrzębiowatych (Accipitridae).

## Rozmieszczenie geograficzne
Rodzaj obejmuje gatunki występujące w Afryce.

## Morfologia
Długość ciała 28–48 cm, rozpiętość skrzydeł 43–80 cm; masa ciała samic 68–248 g, samców 147–510 g.

## Systematyka
Rodzaj zdefiniował w 1922 roku południowoafrykański ornitolog i teriolog Austin Roberts w artykule poświęconym przeglądowi nomenklatury ptaków z Południowej Afryki, opublikowanym w czasopiśmie Annals of the Transvaal Museum. Gatunkiem typowym jest (wirtualne oznaczenie monotypowe) krogulec trzypręgowy (A. tachiro).

### Etymologia
Aerospiza: gr. αηρ aēr, αερος aeros ‘powietrze’; σπιζιας spizias ‘jastrząb’, od σπιζα spiza ‘zięba’, od σπιζω spizō ‘ćwierkać’; πιαζω piazō ‘chwytać’.

### Podział systematyczny
Do rodzaju należą następujące gatunki:
- Aerospiza tachiro (Daudin, 1800) – krogulec trzypręgowy
- Aerospiza castanilius (Bonaparte, 1853) – krogulec rdzawoboczny